# نیروهای ویژه (فیلم ۲۰۰۳)
«نیروهای ویژه» (به انگلیسی: Special Forces) یک فیلم ویدئویی آمریکایی در ژانر اکشن و فیلم جنگی به کارگردانی آیزاک فلورنتین که در سال ۲۰۰۳ منتشر شد. از بازیگران اصلی این فیلم می‌توان به مارشال آر.تیگ در تقش سرگرد دان هاردینگ و اسکات ادکینز اشاره کرد.

## داستان
پس از جنگ بوسنی، ژنرال سابق ارتش جمهوری بوسنی و هرزگوین حسیب رافندک (الی دانکر) که به جنایات جنگی محکوم شده‌است، فرماندهی ارتش جمهوری شوروی سابق مولدونیا را بر عهده گرفت.
در اردوگاه تروریستی حزب‌الله لبنان، یک سرباز ارتش آمریکا گروگان گرفته شده‌است. بازجو تصمیم می‌گیرد او را با یک هفت تیر به وحشت بیندازد. در همین حال، یک تیم زبده نیروهای ویژه برای نجات او به کمپ نفوذ می‌کند. در نهایت، آنها دیده می‌شوند و مجبور می‌شوند به روی تروریست‌ها تیراندازی کنند. تیم سرباز را نجات می‌دهد و با یک قایق به منطقه دوستانه می‌گریزد. ماموریت دیگری برای نجات یک روزنامه نگار آمریکایی به دنبال دارد. فیلم عمدتاً بر روی ماموریت نجات غیرممکن تمرکز دارد.…